# کائو یوان
کائو یوان (انگلیسی: Cao Yuan؛ زادهٔ ۷ فوریهٔ ۱۹۹۵) یک شیرجه‌رو اهل جمهوری خلق چین است.
وی در مسابقات بین‌المللی در مجموع برندهٔ ۳ مدال طلا و ۲ مدال برنز شده‌است.